# چشمه ساعتی

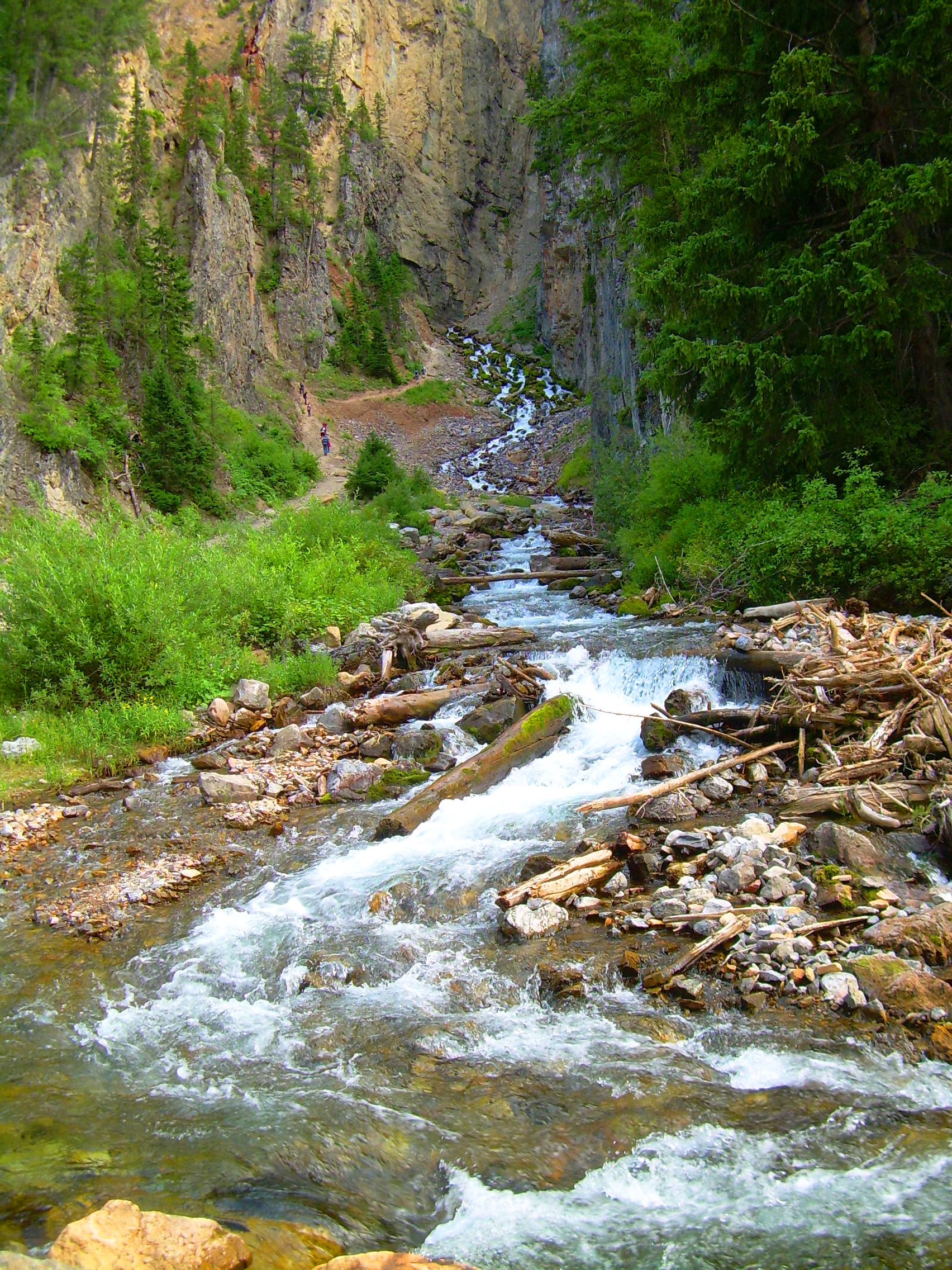
Swift Creek در ایالت وایومینگ.

چشمه آهنگین (ریتمیک) که با نام‌های دیگری مانند چشمه ساعتی، چشمه دوره ای، چشمه تناوبی و چشمه جذر و مدی شناخته می‌شود به هر سراب با چشمه آب سرد گفته می‌شود که جریان خروجی آب آن به تناوب کم و زیاد می‌شود یا کاملاً متوقف و مجدداً شروع می گردد. تعداد چشمه‌های آهنگین در جهان حدود ۱۰۰ مورد برآورد شده است.

## نظریه
اگر چه علت تناوب در جریان آب چشمه‌های آهنگین شناخته شده نیست در اوایل قرن ۱۸ این نظریه ارائه شد که عملکردی طبیعی شبیه سیفون منجر به این پدیده می‌شود. حالت سیفونی باعث می‌شود که آب از یک مخزن کوچک طبیعی مکیده و به دهانه چشمه ارسال و تخلیه شود. سپس تا پر شدن مجدد مخزن و مجراها، جریان آب خروجی چشمه کم یا متوقف خواهد ماند.
در سال ۲۰۰۶ دانشگاه یوتا مطالعه‌ای روی  یک چشمه تناوبی در ایالت وایومینگ ایالات متحده انجام داد. کیپ سولومون دانشمند حوزه آب شناسی به این نتیجه رسید که تئوری سیفونی در این زمینه کاملاً درست به نظر می رسد

## قابل توجه ریتمیک چشمه
"چشمه تناوبی وایومینگ" در وایومینگ بزرگترین چشمه ساعتی در جهان است.